# Anta (Espinho)
Anta ist ein Ort und eine ehemalige Gemeinde (Freguesia) im Norden Portugals.
Anta gehört zum Kreis Espinho im Distrikt Aveiro. Die Gemeinde hatte eine Fläche von 6 km² und 10.372 Einwohner (Stand 30. Juni 2011). Der Ort wurde am 27. Mai 1993 zur Vila (dt.: Kleinstadt) erhoben.
Am 29. September 2013 wurden die Gemeinden Anta und Guetim zur neuen Gemeinde União das Freguesias de Anta e Guetim zusammengeschlossen. Anta ist Sitz dieser neu gebildeten Gemeinde.